# Ulomyia vaseki
Ulomyia vaseki és una espècie d'insecte dípter, pertanyent a la família dels psicòdids, que es troba a Europa: Txèquia i Eslovàquia.